# Boarmia barretti
Boarmia barretti är en fjärilsart som beskrevs av Louis Beethoven Prout 1915. Boarmia barretti ingår i släktet Boarmia och familjen mätare. Inga underarter finns listade i Catalogue of Life.